# Tour de Pasila
La Tour de télévision de Pasila (finnois : Pasilan linkkitorni) est une tour de télévision du quartier de Pasila à Helsinki en Finlande.

## Description
La tour de Pasila est construite en 1983. 
Elle mesure de 146 m de hauteur.
C'est la plus haute du  Grand Helsinki et la deuxième en Finlande après la Näsinneula de Tampere et devant la tour de Pääskyvuori à Turku.

## Galerie

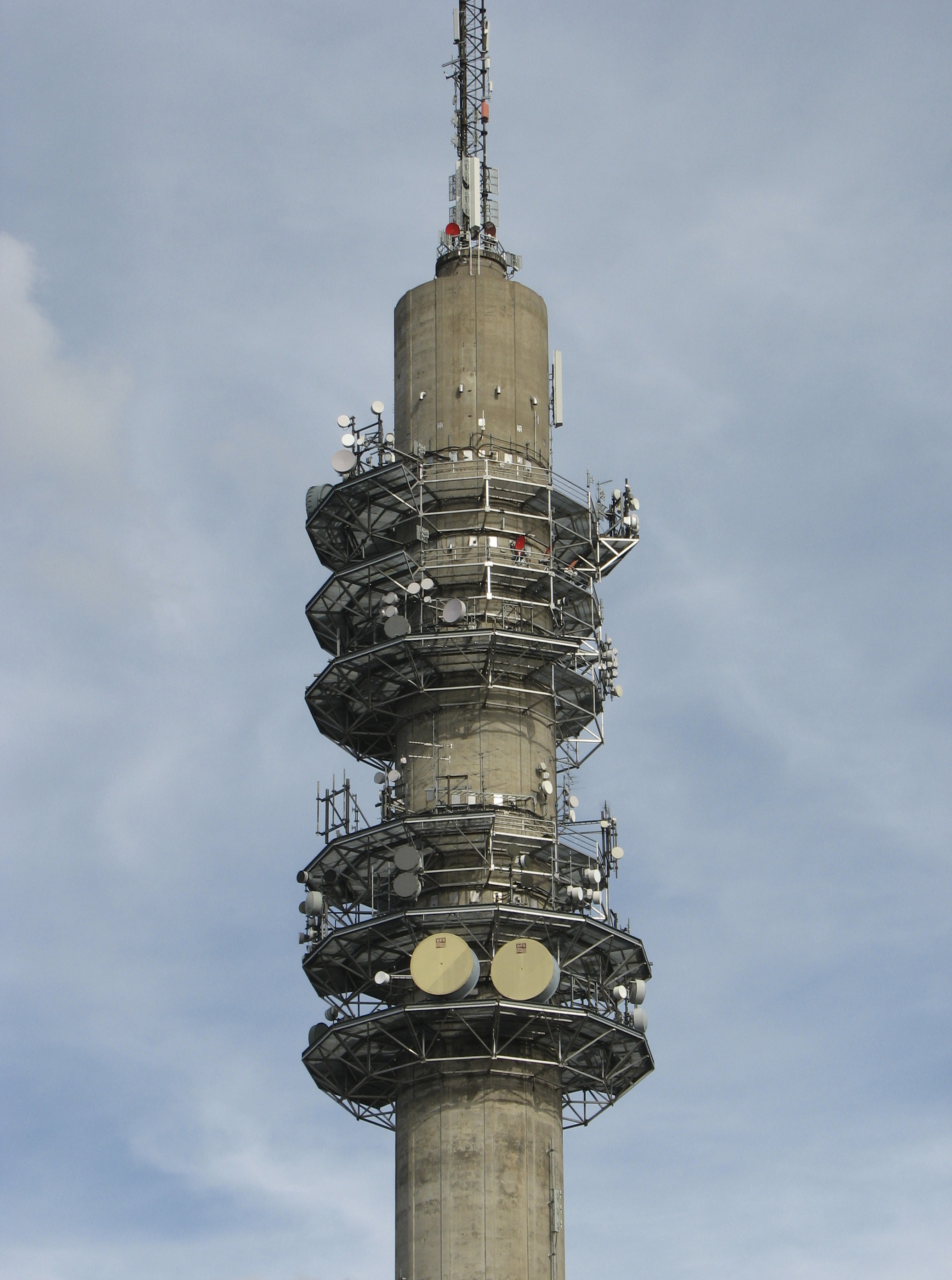
Les antennes de transmission.
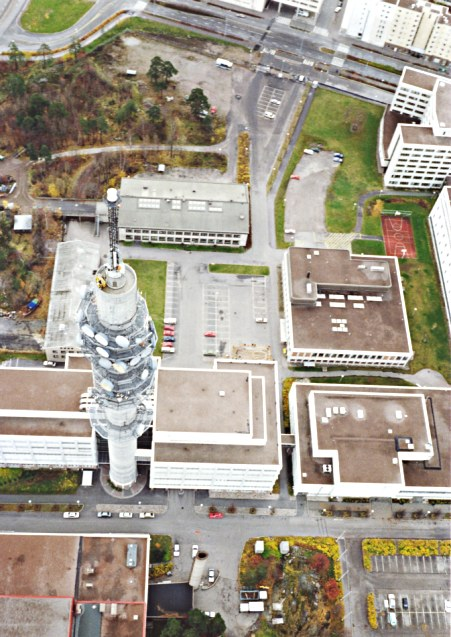
La tour de Pasila.
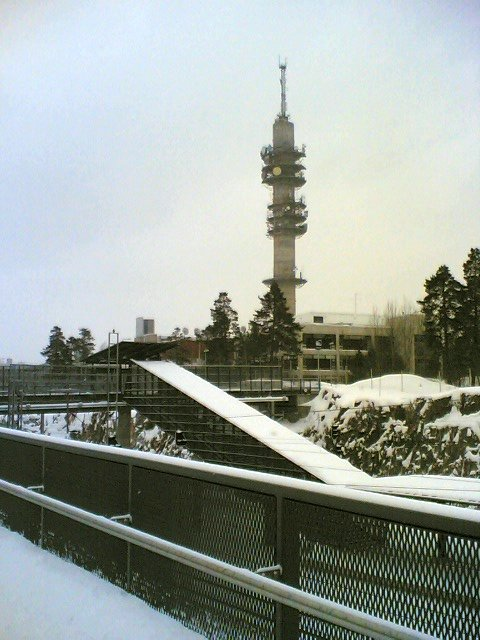
La gare d'Ilmala et au fond la tour de Pasila.
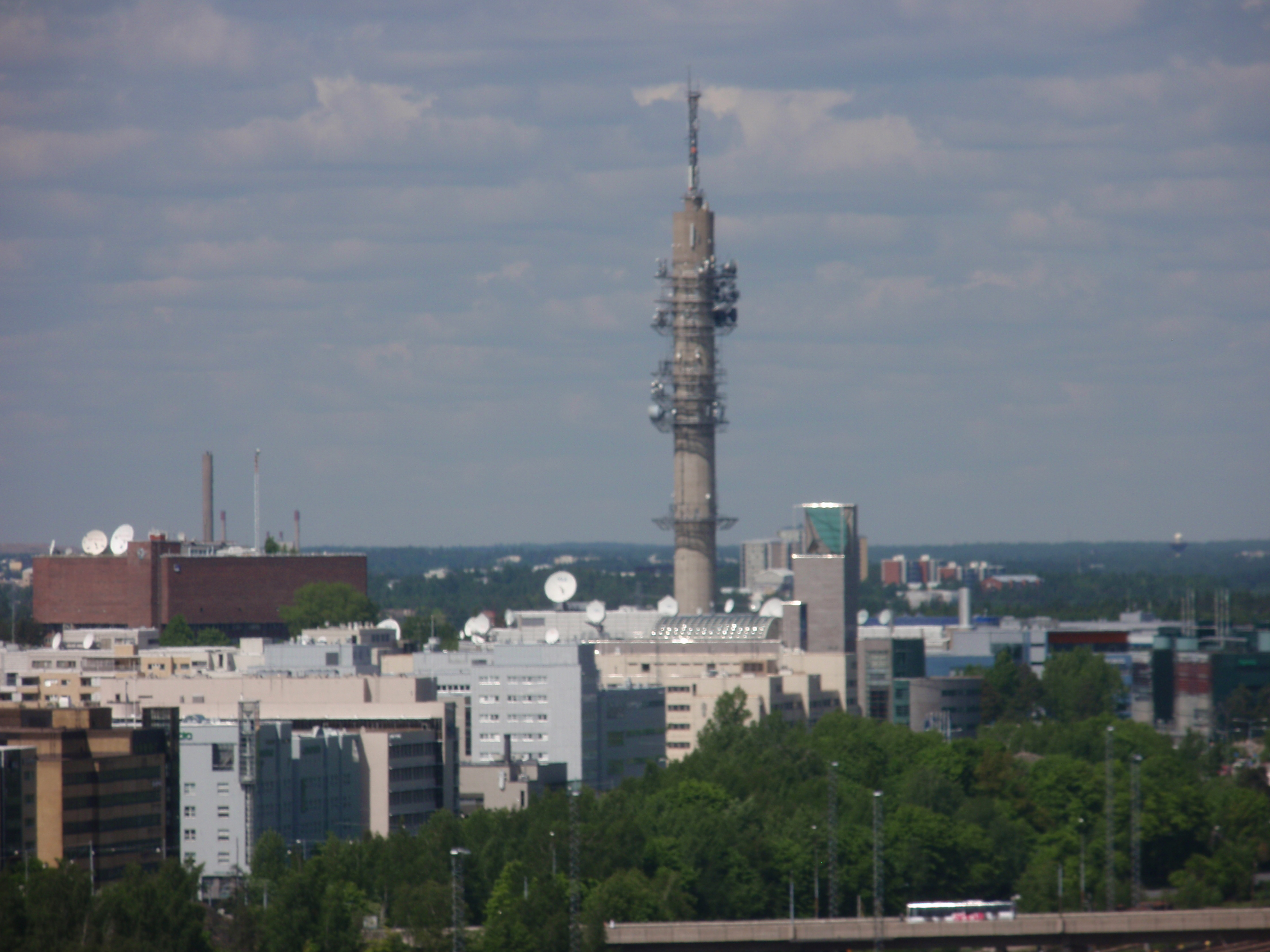
La tour de Pasila.
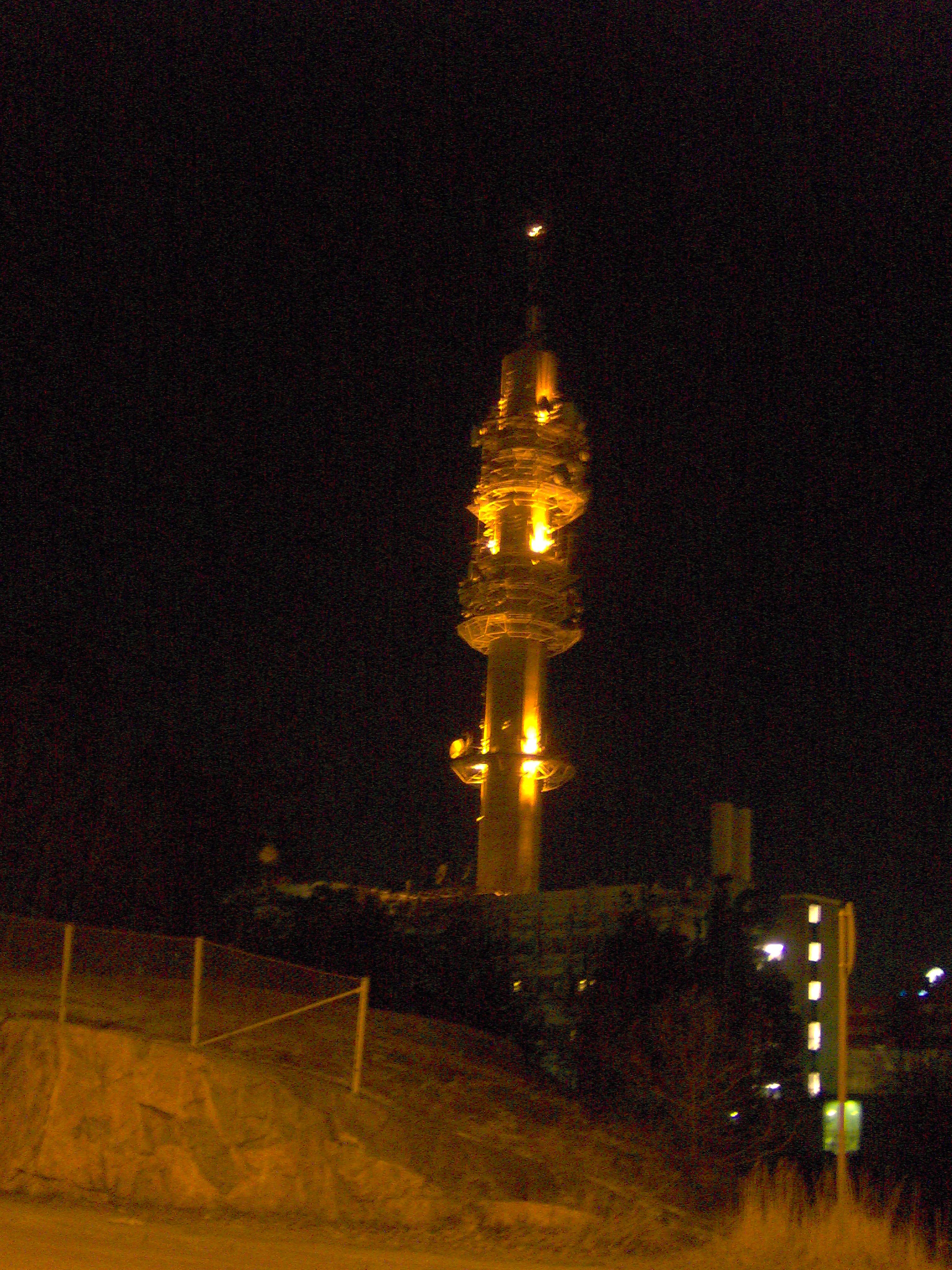
La tour de Pasila.